# Thokozile Masipa
Thokozile Matilda Masipa (sinh ngày 16 tháng 10 năm 1947) là một thẩm phán trong Phân khu Gauteng của Tòa án Tối cao Nam Phi. Bà là thẩm phán chủ tọa trong phiên tòa năm 2014 của Oscar Pistorius vì tội giết Reeva Steenkamp. Phán quyết của bà về việc không giết người sau đó đã bị đảo ngược tại phiên phúc thẩm.

## Tuổi thơ và giáo dục sớm
Masipa sinh ra và lớn lên ở Orlando East, Soweto, Johannesburg, con cả trong số 10 người con. Sau khi trúng tuyển vào trường trung học Immaculata ở thị trấn Alexandra năm 1966, bà đã có bằng cử nhân chuyên ngành Công tác xã hội năm 1974 và bằng LLB năm 1990 tại Đại học Nam Phi. Bà được công nhận là chuyên gia tố tụng vào năm 1991.

## Nghề nghiệp
Trước khi làm ngành luật, Masipa làm nhân viên xã hội và làm phóng viên tội phạm, điều này dẫn đến sự quan tâm của bà đối với pháp luật. Bà đã làm việc cho các tờ báo Thế giới, Bưu chính và Sowetan và chỉnh sửa bổ sung Nữ hoàng của tạp chí Pace.
Năm 1998, bà được bổ nhiệm làm thẩm phán tại Phân khu tỉnh Transvaal (tên khi đó được biết đến) của Tòa án tối cao Nam Phi,
Bà  trở thành người phụ nữ da đen thứ hai được bổ nhiệm làm thẩm phán tại Tòa án tối cao sau Lucy Mailula, người được bổ nhiệm vào Phân khu tỉnh Transvaal của Tòa án tối cao (như đã từng sau đó được biết đến) vào năm 1995. Masipa cũng đã phục vụ trong Gauteng của tòa án tiêu dùng tòa án, Ban Đại lý Estate, và Tòa án bầu cử của Nam Phi.
Trong một cuộc phỏng vấn năm 2003 với Ủy ban Dịch vụ Tư pháp, Masipa đã hỗ trợ sự minh bạch và tương tác nhiều hơn với giới truyền thông để hỗ trợ sự hiểu biết của công chúng về quá trình tư pháp. Bà là một trong bảy nữ thẩm phán Nam Phi góp mặt trong Courting Justice, một bộ phim tài liệu năm 2008 của đạo diễn Jane Lipman.